# ずっと...一緒/負けない〜一途バージョン〜
「ずっと...一緒／負けない〜一途バージョン〜」（ずっと いっしょ／まけない いちずバージョン）は、茅原実里の歌手活動再開前のシングル。2005年1月13日にavex modeから発売された。

## 概要
声優、茅原実里のデビューシングルで、コピーコントロールCD仕様になっている。また、自身の作品がエイベックスのレーベルから発売されたのは本作のみである。
「ずっと...一緒」は、テレビアニメ『サムライガン』の挿入歌、「負けない 〜一途バージョン〜」は、OVA『天上天下 ULTIMATE FIGHT』のエンディングテーマとして起用された。また、ディスクジャケットには、「ずっと...一緒」が主題歌として起用されたテレビアニメ『サムライガン』に登場するキャラクターのお花がプリントされている。

## 批評
CDジャーナルは、「大映テレビのテレビドラマの主題歌の雰囲気を醸し出したワイルドな仕上がりで、2曲とも80年代を思わせる曲調になっている。」と批評した。

## 収録曲
1. ずっと...一緒 [3:58]
作詞：海老根祐子、作曲：畠中司、編曲：安藤高弘
  - テレビアニメ『サムライガン』挿入歌
2. 負けない 〜一途バージョン〜 [5:11]
作詞：木本慶子、作曲・編曲：牧野信博
  - OVA『天上天下 ULTIMATE FIGHT』エンディングテーマ